# Michel Pensée
Michel Pensée (* 16. Juni 1973 in Yaoundé) ist ein ehemaliger kamerunischer Fußballspieler.

## Vereinskarriere
Nachdem Michel Pensée sich seinem Heimatverein, dem kamerunischen Verein Tonnerre Yaoundé, angeschlossen hatte, spielte er bei Vereinen in Mexiko, Südkorea und Portugal, bevor er Kamerun bei der Fußball-Weltmeisterschaft 1998 vertrat.
Im Jahr 2001 wechselte er zu Anschi Machatschkala in die 1. russische Liga, der Premjer-Liga, und spielte eine aktive Rolle als Mittelfeldspieler. Er trat auch im Spiel gegen Glasgow Rangers im UEFA-Pokal 2001/02 auf.
Während seiner Zeit bei Anschi Machatschkala wurde er zweimal von der Polizei angeklagt. Beim ersten Mal wurde er wegen des Verdachts des Heroinschmuggels fälschlicherweise am Frankfurter Flughafen festgenommen und erhielt Zeit, seine Unschuld zu beweisen. Als er für Kamerun am FIFA-Konföderationen-Pokal 2001 in Japan teilnahm, wurde er zudem beschuldigt, während seiner Zeit beim Ilhwa Chunma FC einen Scheck im Wert von 7,4 Millionen Won vom Verein gestohlen zu haben, und wurde verhaftet.
Im Jahr 2002 wechselte er auf Leihbasis von Anschi Machatschkala zu Sanfrecce Hiroshima und musste im selben Jahr mit dem Abstieg in die J2 League rechnen, sodass er das Team nach einer Saison nach Ablauf der Transferfrist verlassen hat.
Anschließend wechselte er in der Saison 2004/05 zu Milton Keynes Dons in die dritte Liga Englands, die EFL League One, und erzielte sein erstes Tor am 19. März 2005 gegen den FC Barnsley (1:1).

## Nationalmannschaft
1997 debütierte Michel Pensée für die kamerunische Fußballnationalmannschaft. Mit dieser qualifizierte er sich erfolgreich für die Weltmeisterschaft 1998, die Afrikameisterschaft 2000 und den Konföderationen-Pokal 2001. Michel Pensée bestritt sieben Länderspiele.

## Errungene Titel

### Mit der Nationalmannschaft
- Fußball-Afrikameisterschaft 2000

### Mit seinen Vereinen
- Kamerunischer Fußballpokal: 1991
- Korean FA Cup: 1999